# Oberhembach
Oberhembach ist ein Gemeindeteil des Marktes Pyrbaum im Landkreis Neumarkt in der Oberpfalz in Bayern.

## Geografische Lage
Das Dorf liegt, von Waldgebieten umgeben, knapp 3 Kilometer nordwestlich von Pyrbaum. Der Hembach, ein Zufluss der Rednitz fließt hindurch. Im Ort wird er von rechts von zwei namenlosen Bächen gespeist.
Durch Oberhembach verläuft die Kreisstraße NM 17 nach Pyrbaum.

## Geschichte
Die erste Erwähnung stammt von 1350. Damals hatten die von Rindsmaul, ein Nürnberger Bürgergeschlecht, das Dorf „Hennenbach“ an die Verwandten Wolfsteiner verkauft, wie zuvor 1278 auch Pyrbaum.
1815 wurde die Ruralgemeinde Oberhembach gegründet. Zu ihr gehörten die Orte Asbach, Birkenlach, Neuhof, Oberhembach und Pruppach. Am 1. Oktober 1970 wurde sie in den Markt Pyrbaum eingegliedert.

## Wirtschaft und Infrastruktur

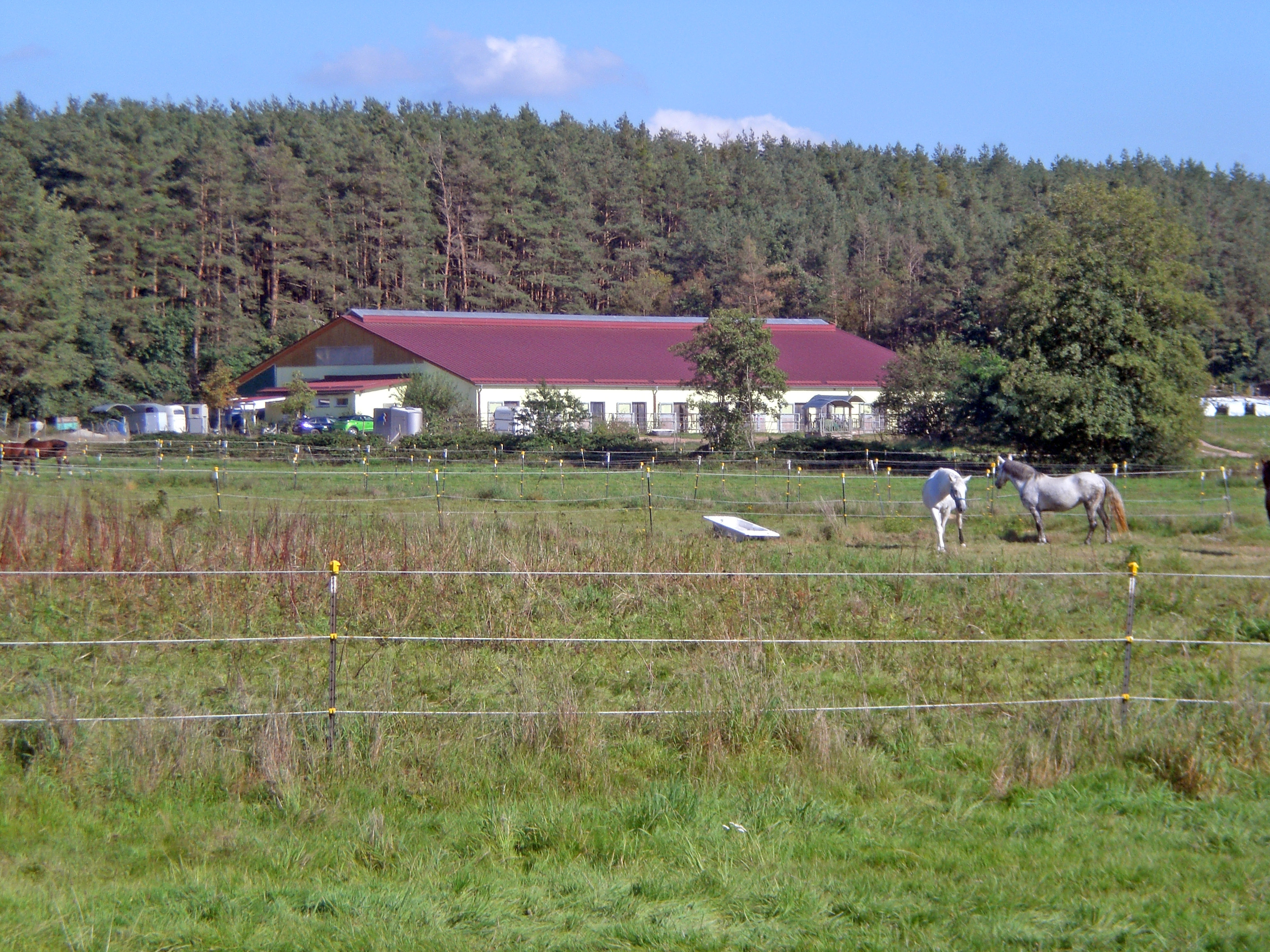
Pferdekoppel in Oberhembach

In Oberhembach gibt es einen Gasthof und einen großen Reiterhof.

## Natur

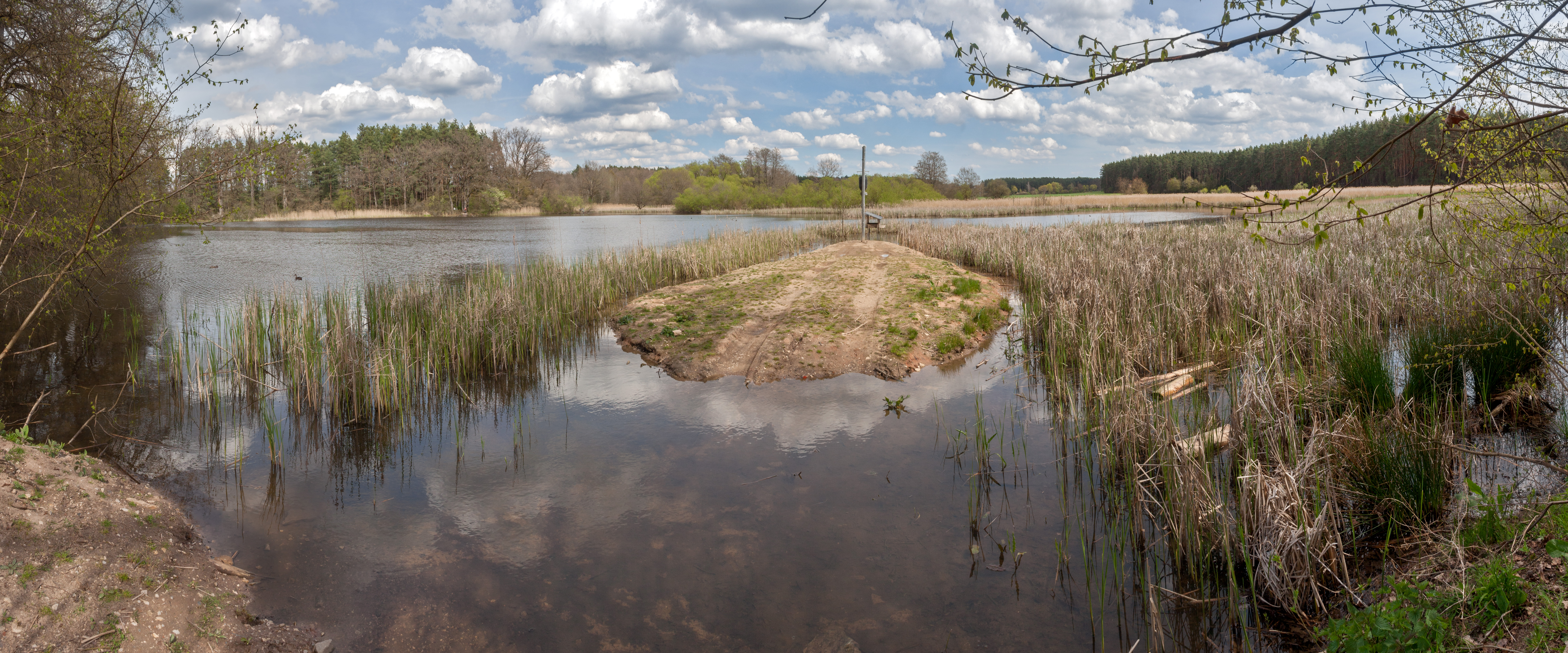
Stockweiher

Östlich des Dorfes befindet sich der vom Hembach gespeiste Stockweiher.